# Notiothauma reedi
Notiothauma reedi är en näbbsländeart som beskrevs av Maclachlan 1877. Notiothauma reedi ingår i släktet Notiothauma och familjen Eomeropidae. Inga underarter finns listade i Catalogue of Life.